# 梅蓝
梅蓝（学名：Melhania hamiltoniana），为梧桐科梅蓝属下的一个植物种。